# پاور آو سیبری
پاور آو سیبری (روسی: Сила Сибири) یک خط لوله انتقال است که توسط شرکت گازپروم روسیه احداث شده‌است و حدود ۳۰۰۰ کیلومتر طول دارد. این خط لوله از میادین گازی چایاندا و کوفیکتا در سیبری به بلاگووشچنسک در نزدیکی مرز چین امتداد پیدا می‌کند.